# Томатний сік
Тома́тний сік — сік, отриманий з томатів (помідорів). 

## Загальний опис
Споживається у вигляді напою, а також є інгредієнтом для приготування деяких коктейлів, таких як «Кривава Мері», «Сангріта» та «Мічелада».
У США вважають, що першим став продавати томатний сік в 1917 році Луї Перрен, власник готелю French Lick Springs Hotel в південній Індіані, коли в нього терміново закінчився апельсиновий сік і його потрібно було чимось замінити. Винайдений Перреном рецепт соку, що включав м'якуш помідорів, цукор і спеціальний соус, швидко отримав популярність; тоді ж у Чикаго з'явився перший коктейль з томатним соком.
Деякі комерційні виробники томатного соку додають у нього сіль. Часто можна зустріти й інші добавки — цибулевий або часниковий порошок, різні приправи. В Сполучених Штатах масове виробництво і продаж томатного соку розпочали в середині 1920-х років, а через кілька років він став популярним напоєм для сніданку. Канадські закони вимагають, щоб сік був вичавлений з цілих помідорів, тоді як у США значну частину томатного соку виготовляють з томатної пасти.
Томатний сік, як і самі томати, містить антиоксидант лікопен, споживання якого, згідно з деякими дослідженнями, може захистити від цілого ряду захворювань. Невелике за масштабами дослідження у 2000 році показало, що томатний сік містить фактор (під кодовою назвою P3), який перешкоджає «злипанню» тромбоцитів в крові й утворенню тромбів. Автори дослідження припускають, що продукт може виявитися корисним для хворих діабетом. Утім, реальний ефект від підвищеного вживання томатного соку хворими на діабет достатньою мірою не вивчався.
Томатний сік часто подають як напій пасажирам літаків, він є популярним серед них. Наприклад, авіакомпанією Lufthansa в 2008 році було продано понад 1,7 млн літрів томатного соку; згідно з деякими припущеннями, причина його популярності полягає в перепадах тиску під час польоту.

## Промислове виробництво томатного соку
Промислове виробництво томатного соку складається з декількох етапів:
- сортування, очищення та миття сировини;
- подрібнення томатів;
- процес нагрівання і подальшої екстракції томатної маси;
- центрифугування і протирання готової томатної маси;
- фасування, стерилізація або пастеризація готового соку.

Томатний сік при промисловому виробництві отримують зі зрілих плодів томатів у вигляді однорідної маси і консервують. Відсортовані помідори подрібнюють, насіння відокремлюють і промивають, сушать і потім можуть використовувати як посівний матеріал. Потім подрібнені томати протирають через сита для видалення грубих включень: наприклад, зелених частин плодів. Після чого протерту масу нагрівають задля знищення мікроорганізмів, інактивації окисних і пектолітичних ферментів, а також полегшення процесу протирання. Температура нагрівання +75… +80°С. У разі, коли сік нагрівають повільно, відбувається руйнування розчинного пектину. Томатний сік із повільно нагрітих плодів має низьку в'язкість і схильний до розшарування. Швидке інактивування пектолітичних ферментів також досягається шляхом інжекції пари в томатну масу. При цьому в'язкість соку може зберігатися на рівні 95 % від первісної, але можливо також і розбавлення соку конденсатом.
Готовий томатний сік фасують у бляшані або скляні банки, а також у паперові пакети Tetra Pak. Томатний сік має низьку кислотність і рівень рН 5,5-6,5, що створює сприятливі умови для розвитку цілого ряду мікроорганізмів, включаючи спороутворюючі. У зв'язку з цим томатний сік піддають процесу стерилізації при температурі 120 °C протягом 20—30 хв. З метою пом'якшення режиму стерилізації томатний сік можуть окислити до рН 3,7–4,0 шляхом додавання органічних харчових кислот або змішування з соком кисліших плодів. Після ексгаустування скляні банки герметично закорковують і направляють на стерилізацію або пастеризацію.
Томатний сік у промисловому виробництві випускають натуральним чи концентрованим (містить 40 % розчинних сухих речовин). Останній при вживанні розводять до щільності натурального соку і потім уживають як напій.